# Ziarat Var
Ziarat Var (em persa: زيارت ور, também romanizada como Zīārat Var; também conhecida como Zīārat e Zīārat Bar)) é uma aldeia do distrito rural de Langarud, no condado de Abbasabad, da província de Mazandaran, Irã.
No censo de 2006, sua população era de 111 habitantes, em 33 famílias.